# Gordon Mitchell (Religionspädagoge)
Gordon Mitchell ist ein südafrikanischer Religionspädagoge und emeritierter Professor für Religion und Interkulturelle Erziehung an der Universität Hamburg.

## Leben
Er erwarb einen Hochschulabschluss in Religionspädagogik an der Rhodes-Universität (1977) und promovierte an der Universität Heidelberg (1990).  Anschließend lehrte er als Dozent an der Universität Kapstadt sowie an der Universität von Südafrika.
Von 2000 bis 2019 ist er Professor für Religion und Interkulturelle Erziehung an der Universität Hamburg. Von September 2019 bis September 2021 hat er die Herder-Professor für interkulturelle Studien der German-Jordanian University in Amman inne.

## Schriften (Auswahl)
- Together in the land. A reading of the book of Joshua. Sheffield 1993, ISBN 1-85075-409-8.
- mit Eve Mullen (Hg.): Religion and the political imagination in a changing South Africa. Münster 2002, ISBN 3-8309-1148-3.
- mit Carolyn Medel-Añonuevo (Hg.): Citizenship, democracy and lifelong learning. Hamburg 2003, ISBN 92-820-1128-3.
- mit Christine Müller, Carolin Brandt, Svetlana Brajtigam und Katrin Putschbach (Hg.): „Wenn wir die ganze Sache nicht machen würden, dann würde Gras darüber wachsen...“. Deutsch-jüdische Vergangenheit in interkulturellen Schulklassen. Frankfurt am Main 2007, ISBN 978-3-88939-843-7.